# Sobór Zmartwychwstania Pańskiego w Równem
Sobór Zmartwychwstania Pańskiego – prawosławny sobór w Równem, wzniesiony w latach 1890–1895.

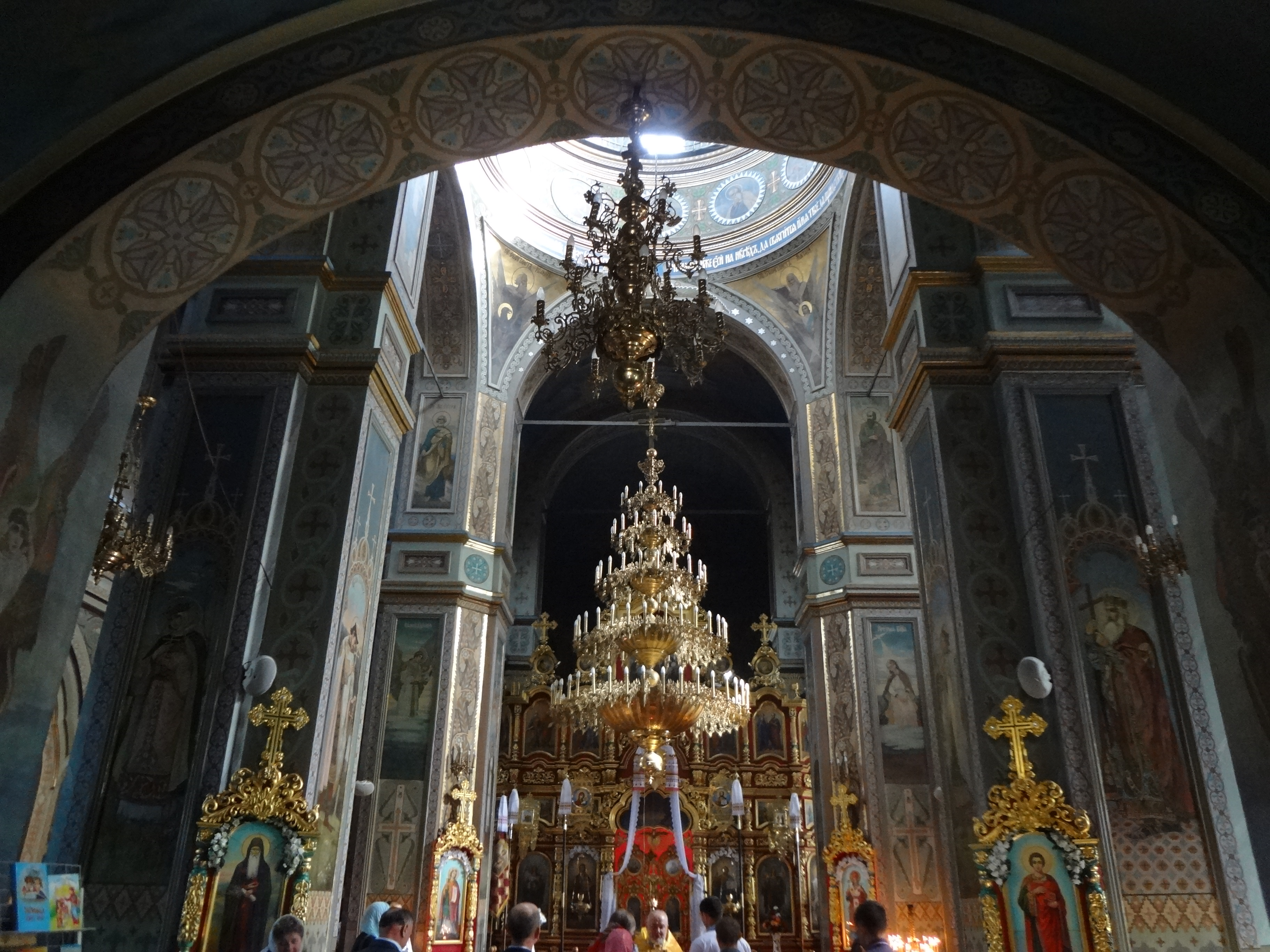
Wnętrze soboru

Sobór został wzniesiony na miejscu starszego obiektu tego samego typu, jaki spłonął w pożarze miasta 25 czerwca 1881. Uroczyste położenie kamienia węgielnego pod nową prawosławną katedrę miało miejsce 30 sierpnia 1890 (stary styl). W ceremonii wziął udział car Aleksander III Romanow z rodziną, zaś konsekratorem kamienia był arcybiskup wołyński i żytomierski Modest. Prace budowlane trwały pięć lat; uległy nieoczekiwanemu utrudnieniu ze względu na grząskość gruntu, który musiał zostać dodatkowo umocniony. Autorem projektu był architekt nazwiskiem Dejneka. Część wyposażenia obiektu (krzyż ołtarzowy, panikadiło, chorągwie procesyjne i podświeczniki) została zakupiona w Moskwie. Trzyrzędowy ikonostas wykonał w Kijowie Ołeksandr Muraszko.
Poświęcenie gotowego soboru miało miejsce 20 października (8 października według starego stylu) 1895. W uroczystości tej wzięli udział przedstawiciele duchowieństwa i monasterów z całego Wołynia, w tym przełożony ławry Poczajowskiej oraz arcybiskup wołyński i żytomierski jako główny konsekrator. Budynek miał łączną powierzchnię ponad 480 metrów kwadratowych. W 1912 obiekt odwiedził patriarcha jerozolimski, który podarował dla cerkwi kilka cennych ikon oraz relikwie.
Sobór pozostawał czynny w II Rzeczypospolitej. W roku 1931 został wyremontowany, zaś w latach 1932–1933 w jego sąsiedztwie wzniesiona została dzwonnica.
W 1962 został z polecenia rady obwodowej zamknięty i zaadaptowany na muzeum religii i ateizmu oraz kosmonautyki, oddział muzeum krajoznawczego w Równem, natomiast dzwonnicę zburzono. Istniał nawet plan całkowitej zniszczenia świątyni i wzniesienia na jej miejscu centrum handlowego, z którego władze radzieckie ostatecznie zrezygnowały. W 1989 muzeum przekazało budynek radzie miejskiej, która z kolei doprowadziła do przywrócenia obiektu do użytku liturgicznego. Dolna cerkiew (w podziemiu) budynku soboru jest katedrą eparchii rówieńskiej Ukraińskiego Kościoła Prawosławnego Patriarchatu Moskiewskiego, podczas gdy górna, główna – jedną z dwóch katedr eparchii rówieńskiej Kościoła Prawosławnego Ukrainy.